# Peter Gojowczyk
Peter Gojowczyk, né le 15 juillet 1989 à Munich, est un joueur de tennis allemand, professionnel de 2006 à 2023.

## Carrière
Peter Gojowczyk remporte deux tournois Futures au Mexique en 2007 puis cinq autres en 2008. En 2010, il atteint le premier tour du tournoi de Munich où il est battu par Márcos Baghdatís. En août 2011, il atteint sa première finale en Challenger à Manerbio.
En 2012, il confirme ces bonnes performances en se qualifiant pour le tableau principal de l'Open d'Australie où il est battu par Donald Young en cinq sets. En septembre, il remporte son premier Challenger à Ningbo contre le modeste Sud-Coréen Jeong Suk-young, après avoir été finaliste à Shanghai contre Lu Yen-hsun. En 2013, il est finaliste à Oberstaufen, puis il atteint le second tour à l'US Open en éliminant Igor Sijsling avant de céder en cinq sets contre Evgeny Donskoy.
C'est à Doha, début 2014 qu'on entend réellement parler de lui. Issu des qualifications, il y réalise un beau parcours en éliminant son compatriote Philipp Kohlschreiber, 22e mondial, au second tour, suivi de Dustin Brown en quart. Il atteint les demi-finales où il rencontre le no 1 mondial Rafael Nadal. Il s'incline (6-4, 2-6, 3-6) face à ce dernier en parvenant à remporter un set après un bon match de sa part. Il remporte ensuite son second titre en Challenger à Heilbronn. Début avril, à la suite des forfaits des trois meilleurs joueurs allemands pour la Coupe Davis (Tommy Haas, Philipp Kohlschreiber et Florian Mayer), il est sélectionné par le capitaine de l'équipe Carsten Arriens alors qu'il n'est que le 10e joueur allemand. Pour son premier match dans cette compétition, il crée la sensation en battant le 12e joueur mondial Jo-Wilfried Tsonga en 5 sets et plus de 4 heures de jeu (5-7, 7-63, 3-6, 7-68, 8-6), dans un match où il a produit un très bon niveau de jeu, et où il a montré son esprit de combativité dans la dernière manche en résistant aux assauts du Français alors qu'il était au bord du gouffre à cause de crampes. Il perd en revanche son second simple contre Gaël Monfils (6-1, 7-60, 6-2). Sur gazon, il se distingue par un quart de finale à Halle grâce à un succès sur Milos Raonic, tandis que sur dur, il accède au deuxième tour de l'US Open où ce dernier prend sa revanche (7-64, 5-7, 6-4, 7-63), ainsi qu'à Pékin. Début novembre, il remporte le tournoi de Bratislava.
Absent pendant 4 mois début 2015 à la suite d'une blessure contractée à l'Open d'Australie, il réalise cette année-là son principal résultat sur le circuit Challenger, à savoir un titre à Nanchang. En 2016, hormis un huitième de finale au tournoi ATP de Metz, il ne fait pas mieux qu'une demi-finale, atteinte à quatre reprises (Manchester, Winnetka, Winnipeg et Mouilleron-le-Captif).
Il réapparaît dans le top 100 en 2017 grâce à de bons résultats obtenus en début d'année : victoire à Happy Valley et finale à Quimper. Il s'illustre également sur gazon avec un deuxième tour à Wimbledon puis une demi-finale à Newport en écartant en quart Ivo Karlović (7-65, 6-71, 7-64). Mi-septembre, il remporte le 1er titre de sa carrière à Metz, issu des qualifications. Il devient ainsi le 1er qualifié à triompher dans un tournoi du circuit ATP depuis Nicolas Mahut, qui avait remporté celui de Bois-le-Duc en 2015. Au cours de ce tournoi, il écarte notamment Gilles Simon au premier tour et profite de l'abandon de Mischa Zverev en demi-finale puis bat Benoît Paire en finale (7-5, 6-2).
En 2018, quart de finaliste à Doha puis Auckland, il atteint ensuite sa seconde finale sur le circuit ATP à Delray Beach, qu'il perd contre Frances Tiafoe. Le 26 mai, il échoue en finale du tournoi de Genève, battu par le Hongrois Márton Fucsovics (6-2, 6-2), après avoir battu Fabio Fognini en demi-finale. Il connait ensuite une saison 2019 compliquée avec pour seul résultat significatif une demi-finale à Winston-Salem où il bat notamment Andrey Rublev et Milos Raonic. En 2021, il est demi-finaliste à Montpellier et quart de finaliste à Newport. C'est cependant à l'US Open qu'il se distingue particulièrement en se qualifiant à 32 ans pour son premier huitième de finale dans un tournoi du Grand Chelem après avoir battu le 26e mondial Ugo Humbert au premier tour (1-6, 6-1, 6-2, 5-7, 6-4) ainsi que Dušan Lajović et Henri Laaksonen.
Il annonce sa retraite de tennisman professionnel sur les réseaux sociaux le 5 novembre 2023.

## Palmarès

### Titre en simple messieurs
| No | Date       | Nom et lieu du tournoi | Catégorie | Dotation  | Surface    | Finaliste    | Score    |          |
| -- | ---------- | ---------------------- | --------- | --------- | ---------- | ------------ | -------- | -------- |
| 1  | 18-09-2017 | Moselle Open, Metz     | ATP 250   | 482 060 € | Dur (int.) | Benoît Paire | 7-5, 6-2 | Parcours |

### Finales en simple messieurs
| No | Date       | Nom et lieu du tournoi                  | Catégorie | Dotation  | Surface      | Vainqueur        | Score    |          |
| -- | ---------- | --------------------------------------- | --------- | --------- | ------------ | ---------------- | -------- | -------- |
| 1  | 19-02-2018 | Delray Beach Open, Delray Beach         | ATP 250   | 556 010 $ | Dur (ext.)   | Frances Tiafoe   | 6-1, 6-4 | Parcours |
| 2  | 20-05-2018 | Banque Eric Sturdza Geneva Open, Genève | ATP 250   | 501 345 € | Terre (ext.) | Márton Fucsovics | 6-2, 6-2 | Parcours |

## Parcours dans les tournois duGrand Chelem

### En simple
| Année | Open d'Australie | Open d'Australie | Internationaux de France | Internationaux de France | Wimbledon       | Wimbledon        | US Open         | US Open        |
| ----- | ---------------- | ---------------- | ------------------------ | ------------------------ | --------------- | ---------------- | --------------- | -------------- |
| 2012  | 1er tour (1/64)  | Donald Young     | —                        | —                        | —               | —                | —               | —              |
| 2013  | —                | —                | —                        | —                        | —               | —                | 2e tour (1/32)  | Evgeny Donskoy |
| 2014  | 1er tour (1/64)  | Victor Hănescu   | —                        | —                        | —               | —                | 2e tour (1/32)  | Milos Raonic   |
| 2015  | 1er tour (1/64)  | G. García-López  | —                        | —                        | —               | —                | —               | —              |
| 2016  | 1er tour (1/64)  | David Ferrer     | —                        | —                        | —               | —                | —               | —              |
| 2017  | —                | —                | —                        | —                        | 2e tour (1/32)  | R. Bautista-Agut | —               | —              |
| 2018  | 2e tour (1/32)   | Alexander Zverev | 1er tour (1/64)          | Cameron Norrie           | 1er tour (1/64) | J. M. del Potro  | 1er tour (1/64) | Nicolás Jarry  |
| 2019  | 1er tour (1/64)  | Karen Khachanov  | 1er tour (1/64)          | J.-W. Tsonga             | 1er tour (1/64) | R. Bautista-Agut | —               | —              |
| 2020  | 2e tour (1/32)   | P. Carreño-Busta | —                        | —                        | Annulé          | Annulé           | 1er tour (1/64) | Hubert Hurkacz |
| 2021  | —                | —                | 1er tour (1/64)          | Gianluca Mager           | —               | —                | 1/8 de finale   | Carlos Alcaraz |
| 2022  | 1er tour (1/64)  | Benjamin Bonzi   | 1er tour (1/64)          | Lorenzo Sonego           | 1er tour (1/64) | Oscar Otte       | 1er tour (1/64) | Holger Rune    |

N.B. : à droite du résultat se trouve le nom de l'ultime adversaire.

### En double messieurs
| Année | Open d'Australie         | Open d'Australie          | Internationaux de France | Internationaux de France | Wimbledon                    | Wimbledon             | US Open                    | US Open                     |
| ----- | ------------------------ | ------------------------- | ------------------------ | ------------------------ | ---------------------------- | --------------------- | -------------------------- | --------------------------- |
| 2015  | 1er tour (1/32) L. Rosol | O. Marach M. Venus        | —                        | —                        | —                            | —                     | —                          | —                           |
|       |                          |                           |                          |                          |                              |                       |                            |                             |
| 2018  | 1er tour (1/32) F. Mayer | W. Koolhof Artem Sitak    | —                        | —                        | 1er tour (1/32) Benoît Paire | M. Ebden Taylor Fritz | 1er tour (1/32) Purav Raja | Nikola Mektić Jürgen Melzer |
| 2019  | 1er tour (1/32) A. Ramos | A. Mannarino Andreas Mies | —                        | —                        | —                            | —                     | —                          | —                           |

N.B. : le nom du partenaire se trouve sous le résultat ; le nom des ultimes adversaires se trouve à droite.

## Parcours dans lesMasters 1000
| Année | Indian Wells       | Miami                | Monte-Carlo          | Madrid            | Rome                     | Canada               | Cincinnati         | Shanghai               | Paris               |
| ----- | ------------------ | -------------------- | -------------------- | ----------------- | ------------------------ | -------------------- | ------------------ | ---------------------- | ------------------- |
| 2017  | 2e tour P. Carreño | —                    | —                    | —                 | —                        | —                    | —                  | —                      | 2e tour D. Thiem    |
| 2018  | 1er tour Dudi Sela | 1er tour J. Millman  | 1er tour R. Bautista | 1er tour A. Ramos | 1/8 de finale F. Fognini | 1er tour F. Verdasco | 2e tour R. Federer | 1/8 de finale M. Ebden | 1er tour D. Džumhur |
| 2019  | 2e tour R. Federer | 1er tour F. Delbonis | —                    | —                 | —                        | 1er tour Borna Ćorić | —                  | —                      | —                   |

N.B. : sous le résultat se trouve le nom de l’ultime adversaire.

## Victoires sur le top 10
Toutes ses victoires sur des joueurs classés dans le top 10 de l'ATP lors de la rencontre.
| Légende      |
| ------------ |
| Grand Chelem |
| Masters 1000 |
| 500 Series   |
| 250 Series   |
| Coupe Davis  |

| # | P.G.   | Tournoi  | Année | Surface | Adversaire   | Rang | Tour | Score    |
| - | ------ | -------- | ----- | ------- | ------------ | ---- | ---- | -------- |
| 1 | no 120 | Halle    | 2014  | Gazon   | Milos Raonic | no 9 | 1/8  | 6-4, 6-4 |
| 2 | no 65  | Auckland | 2018  | Dur     | Jack Sock    | no 8 | 1/8  | 6-3, 6-3 |

## Classements ATP en fin de saison
| Année          | 2005 | 2006 | 2007 | 2008 | 2009 | 2010 | 2011 | 2012 | 2013 | 2014 | 2015 | 2016 | 2017 | 2018 | 2019 | 2020 | 2021 | 2022 |
| Rang en simple | 1367 | 817  | 411  | 343  | 392  | 496  | 246  | 180  | 162  | 79   | 194  | 190  | 60   | 59   | 118  | 145  | 85   | 236  |
| Rang en double | –    | 976  | 604  | 660  | 1117 | 1136 | 1135 | 1159 | 594  | 574  | 546  | 822  | –    | 510  | 706  | –    | 525  | 835  |

Source : (en) Classements de Peter Gojowczyk sur le site officiel de la Fédération internationale de tennis